# Carlos Mario Zuluaga
Carlos Mario Zuluaga Pérez (Pereira, 1967) es un abogado, administrador y dirigente deportivo colombiano. Es el actual presidente de la División Mayor del Fútbol Colombiano luego de ganar las elecciones en marzo de 2025.

## Biografía
Nació en Pereira. Estudió derecho en la Universidad Católica de Colombia, realizó una especialización en administración de empresas en la Universidad Cooperativa de Colombia y una maestría en International Sports Law en la Universidad de Lleida de España.
Su carrera se ha desarrollado en el área administrativa de empresas privadas de los sectores salud, servicios, financiero y deportivo. Ha ocupado cargos como gerente corporativo de Coomeva. En 2015 asumió como director ejecutivo de la Asociación Colombiana de Cooperativas, y entre 2017 y 2024 se desempeñó como presidente de La Equidad Fútbol Club.
El 25 de marzo de 2025 fue elegido por medio de votación en la asamblea general de la Dimayor como presidente tras de la renuncia de Fernando Jaramillo Giraldo.